# Peciște
Peciște è un comune della Moldavia situato nel distretto di Rezina di 1.914 abitanti al censimento del 2004